# Шатохин, Леонид Иванович
Леонид Иванович Шатохин (28 июля 1949 — 15 июня 2013) — советский и российский театральный деятель, актёр и режиссёр, заслуженный деятель искусств Российской Федерации (2008). Художественный руководитель Донского театра драмы и комедии имени В. Ф. Комиссаржевской (1992-2013). Лауреат Чеховской премии в области культуры и искусства. Почётный гражданин города Новочеркасска (2012).

## Биография
Родился 28 июля в 1949 году на станции Половинка в Пермском крае. Позже с семьёй переехал на донскую землю, где и провёл свою юность. В ранние годы заинтересовался театральным искусством.
В 1970 году завершил обучение в Ростовском театральном училище, в 1985 году окончил обучение в Ярославском государственном театральном институте. Работал в театрах Нальчика, Костромы, Ижевска и других городах Советского Союза.
В театре драмы и комедии им. В. Ф. Комиссаржевской, в городе Новочеркасске, стал трудиться актёром и режиссёром с 1990 года. В 1992 году Шатохину предложили стать художественным руководителем Новочеркасского Казачьего драматического театра им. В. Ф. Комиссаржевской. На этой должности он проработал до конца своей жизни.
В театре с участием Шатохина были созданы и поставлены многие спектакли о воинской славе и подвигах казаков. Леонид Иванович сыграл в главных ролях в спектаклях по поэме С. Есенина «Пугачёв» и пьесе «Атаман» (сказ о Платове). Несколько значимых режиссёрских работ Шатохина увидел зритель. По пьесе Островского "Женитьба Бальзаминова" в 1999 году стала дипломантом всероссийского фестиваля "Русская комедия". Другая его работа в качестве режиссёра по пьесе Гарсиа Лорки "Кровавая свадьба"  в 2001 году получила приз всероссийского фестиваля малых городов России.
Он выступил инициатором и стал организатором всероссийского театрального фестиваля «Комплимент», который каждые два года проводится в Новочеркасске. Активный участник общественно-театральной деятельности, он был леном Союза театральных деятелей России, становился лауреатом Чеховской премии в области культуры и искусства.
Решением органов власти города Новочеркасска стал "Почётным гражданином города".
Проживал в Новочеркасске. После продолжительной болезни умер 15 июня 2013 года.

## Награды
- Заслуженный деятель искусств Российской Федерации (2008),
- лауреат Чеховской премии в области культуры и искусства,
- Медаль ордена «За заслуги перед Ростовской областью» (7 марта 2013 года)[5]
- Почётный гражданин города Новочеркасска (2012).

## Работы в театре
Актёрские работы:
- Пугачёв — «Пугачёв» С.Есенин,
- Великатов — «Таланты и поклонники» А.Островский,
- Доменико Сориано — «Филумена Мартурано» Э.де Филиппо,
- Неуеденов — «Женитьба Бальзаминова» А.Островский,
- Отец — «Кровавая свадьба» Ф. Г. Лорка,
- Потёмкин — «Атаман» В.Пучеглазов,
- Дулиттл — «Пигмалион» Б.Шоу.

Режиссёрские работы:
- "Женитьба Бальзаминова " А.Островский,
- "Три сестры" А.Чехов,
- "Не за нас судьба" М.Горький,
- "Пигмалион" Б.Шоу,
- "Сон в летнюю ночь" В.Шекспир,
- "Волки и овцы" А.Островский,
- "Кьоджинские перепалки" К.Гольдони,
- "Кровавая свадьба" Ф.Г.Лорка.

## Память
- В Новочеркасске в память о заслуженном театральном работнике была установлена мемориальная доска[6].